# Ora Haibe
Ora Haibe (ur. 27 września 1887 roku w Guilford, zm. 10 grudnia 1970 roku w Fort Worth) – amerykański kierowca wyścigowy.

## Kariera
W swojej karierze Haibe startował głównie w Stanach Zjednoczonych w mistrzostwach AAA Championship Car oraz towarzyszącym mistrzostwom słynnym wyścigu Indianapolis 500, będącym w latach 1923-1930 jednym z wyścigów Grandes Épreuves. W drugim sezonie startów, w 1916 roku w wyścigu Indianapolis 500 uplasował się na dziesiątej pozycji. W mistrzostwach AAA z dorobkiem sześćdziesięciu punktów został sklasyfikowany na 31 pozycji w klasyfikacji generalnej. Pięć lat później dojechał do mety Indy 500 na piątym miejscu. Uzbierane dziewięćdziesiąt punktu dało mu czternaste miejsce w klasyfikacji mistrzostw. W sezonie 1922 w mistrzostwach AAA był czternasty. W Indianapolis 500 został sklasyfikowany na piątym miejscu.